# 東北町分屯基地
東北町分屯基地（とうほくまちぶんとんきち、JASDF Tohokumachi Depot）是日本航空自衛隊三泽基地的分屯基地，位于青森县上北郡東北町字大沢5-4，駐有航空自衛隊第4補給處東北分處。
分屯基地司令同时兼任第4補給處東北分處長。

## 部署部隊
- 航空自衛隊第4補給處東北分處